# Loucelles
Loucelles är en kommun i departementet Calvados i regionen Normandie i norra Frankrike. Kommunen ligger i kantonen Tilly-sur-Seulles som ligger i arrondissementet Caen. År 2022 hade Loucelles 204 invånare.

## Befolkningsutveckling
Antalet invånare i kommunen Loucelles
Referens: INSEE